# Baraeus gabonicus
Baraeus gabonicus är en skalbaggsart som beskrevs av Stefan von Breuning 1961. Baraeus gabonicus ingår i släktet Baraeus och familjen långhorningar.
Artens utbredningsområde är Gabon. Inga underarter finns listade.